# ペイジェント
株式会社ペイジェント（英語表記：PAYGENT Co., Ltd.）は、インターネット・携帯電話上でのクレジットカード決済･コンビニ決済･銀行ネット決済･ATM決済などマルチペイメント決済の提供を行う日本の企業。
2006年5月1日にディー・エヌ・エーと三菱東京UFJ銀行の合弁企業として設立された。2013年12月19日に、今後の電子商取引市場拡大を見込み三菱UFJニコスの資本参加受入を発表。ディー・エヌ・エーと三菱UFJニコスの折半出資企業となった。
2019年3月26日付で、ディー・エヌ・エーが保有する全株式がNTTデータへ譲渡され、ペイジェントはNTTデータと三菱UFJニコスの折半出資企業となった。

## 沿革
- 2006年（平成18年）
  - 5月 - 株式会社ペイジェントを設立。
  - 8月 - 決済エスクローサービス「モバペイ」をモバオク、auオークションにて開始。
- 2007年（平成19年）
  - 2月 - 決済代行サービスを「モバコレ」（携帯電話専用ファッション系ショッピングサイト）にて開始。
  - 3月 - 決済代行サービスを「モバゲータウン」（携帯電話専用ゲームサイト）にて開始。
  - 4月 - 決済代行サービスを「ビッダーズ」（オークション＆ショッピングサイト）にて開始。
- 2013年（平成25年）12月 - ディー・エヌ・エー 50%、三菱UFJニコス50%の折半出資企業となる。
- 2014年（平成26年）7月 - 本社を渋谷ヒカリエへ移転。
- 2019年（平成31年）3月 - ディー・エヌ・エーが保有する全株式を、NTTデータへ譲渡。

## 認証
- 国際セキュリティ基準　PCI DSS Version 2.0　認証取得[4]
- 情報セキュリティマネジメントシステム適合性評価制度 ISO/IEC 27001:2005（JIS Q 27001:2006）　認証取得[4]

## 参考
1. ↑  2013年12月19日 ニュースリリース　株式会社ペイジェントへの出資に関わる資本業務提携について
2. ↑  当社連結子会社の異動（株式譲渡）に関するお知らせディー・エヌ・エー 2019年1月31日
3. ↑  DeNA＜2432＞、電子商取引の収納代行子会社のペイジェントをNTTデータに譲渡M&A 0nline 2019年1月31日
4. 1 2  国際マネジメントシステム認証機構 認証実績JIS Q 27001(ISO/IEC27001)登録状況